# Wapen van Jalisco
Het wapen van Jalisco is het officiële symbool van de Mexicaanse staat Jalisco. Het wapen werd aangenomen op 8 november 1989 en is drie dagen later in gebruik genomen.
Het wapen is een aangepaste versie van het wapen van de staatshoofdstad Guadalajara; het ontwerp is afwijkend om zo onderscheid te kunnen maken tussen de stads- en de staatsoverheid. Het wapen van Guadalajara (hier links afgebeeld) werd exact 450 jaar vóór de aanname van het staatswapen (8 november 1539) verleend door keizer Karel V.
Het centrale element van het wapen is het blauwe schild waarop twee gouden leeuwen een boom vasthouden. De leeuwen zijn wellicht afgeleid van Andalusische symboliek, terwijl de boom uit het wapen van Madrid komt. Hieromheen bevindt zich een gouden rand met zeven kruizen.
Het schild wordt gekroond door een ridderhelm waarop zich de kruisvaardersvlag bevindt.
Het wapen staat centraal in de vlag van Jalisco. De van het wapen afgeleide kleuren blauw en geel zijn de officiële kleuren van Jalisco, die ook te vinden in de vlag van Jalisco.